# Chinadorai Deshmutu
Chinadorai Deshmutu, född 26 oktober 1932 i Bangalore, död okänt datum, var en indisk landhockeyspelare.
Deshmutu blev olympisk guldmedaljör i landhockey vid sommarspelen 1952 i Helsingfors.